# Drosophila nixifrons
Drosophila nixifrons är en tvåvingeart som beskrevs av Tan, Hsu och Mao-Ling Sheng 1949.

## Taxonomi och släktskap
Drosophila nixifrons ingår i artgruppen Drosophila immigrans och artundergruppen Drosophila nasuta.

## Utbredning
Artens utbredningsområde är provinsen Guizhou i Kina.